# 몽고메리 카운티 공립학교

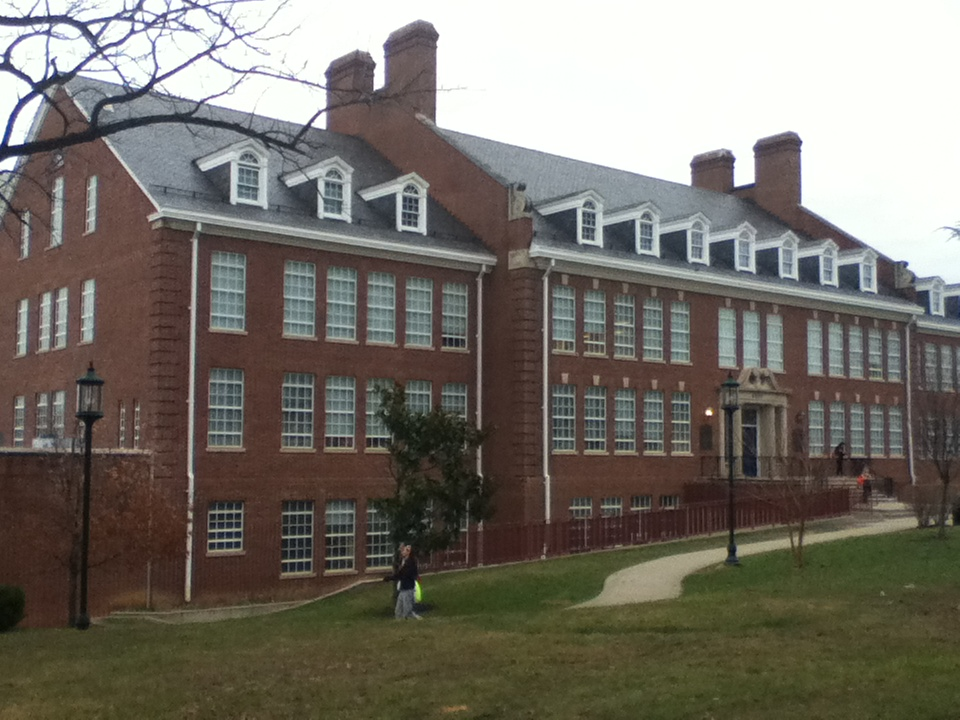

몽고메리 카운티 공립학교(영어: Montgomery County Public Schools, MCPS)는 미국 메릴랜드주 몽고메리군을 관할하는 학구이다. 메릴랜드 주에서 가장 큰 학구이다. 2009~2010년 기준으로 이 구에는 200개 학교의 141,777명의 학생들을 맡는 11,500명의 전업 선생이 있다.

## 참조
1. ↑  MCPS
2. ↑  “보관된 사본”. 2012년 4월 4일에 원본 문서에서 보존된 문서. 2012년 10월 27일에 확인함.